# Леджолїхе
Леджолїхе (груз. ლეჯოხილე) — село в Грузії.
За даними перепису населення 2014 року в селі проживає 210 осіб.